# Національна рада Руху Опору (Франція)
Національна рада Руху Опору (фр. Conseil national de la Résistance) — орган, що був створений для спрямування і координації діяльності різних організацій французького Руху Опору під час Другої світової війни.
До Ради входили представники преси, профспілок, члени політичних партій, вороже налаштованих до уряду Віші.

## Діяльність
Перше засідання Ради відбулося 27 травня 1943 року у Парижі.
Програма діяльності, прийнята у березні 1944 року, передбачала план негайних дій, а також заходи на період після звільнення території Франції (перелік соціальних та економічних реформ).
До Ради входили представники різних організацій французького Руху Опору.